# Jekaterina Wassiljewna Budanowa
Jekaterina Wassiljewna Budanowa (russisch Екатерина Васильевна Буданова; * 7. Dezember 1916 in Konopljanka, Gouvernement Smolensk, Russisches Kaiserreich; † 19. Juli 1943 bei Nowokrasnowka, Oblast Lugansk, Ukrainische Sozialistische Sowjetrepublik) war eine sowjetische Jagdfliegerin.

## Biografie
Nach ihrem Schulabschluss ging Budanowa nach Moskau und arbeitete zunächst in einer Fabrik in Fili. Später erlernte sie bei einem Luftsportverein das Fliegen und arbeitete danach selber als Fluglehrerin.
Im September 1941 erlernte sie in Saratow die Bedienung eines Jak-1-Flugzeugs und wurde dem nur aus Frauen bestehenden 586. Jagdfliegerregiment zugeteilt. Am 15. April 1942 verteidigte Budanowa Saratow in einer Luftschlacht. Am 10. September wechselte sie zum 437. Jagdfliegerregiment. Am 2. Oktober vereitelte Budanowa zusammen mit anderen sowjetischen Jagdfliegern während einer Patrouille in der Region Wolgograd die Bombardierung eines Bahnhofes durch eine Gruppe deutscher Ju-88-Bomber. Am 6. Oktober erlangte Budanowa ihren ersten Einzelluftsieg. Im November schoss sie unter anderem zwei Bf-109-Flugzeuge ab und wurde zum Leutnant befördert.
Im Januar 1943 wurde sie zum 73. Gardejagdfliegerregiment versetzt und kämpfte dabei an der Seite von Lidija Litwjak in Luftschlachten über Stalingrad. Am 23. Februar wurde Budanowa der Orden des Roten Sterns verliehen. Nach weiteren Luftsiegen wurde ihr im Juni der Orden des Vaterländischen Krieges I. Klasse verliehen. Sie starb am 19. Juli, als sie bei einem Luftkampf in der Nähe des Dorfes Nowokrasnowka bei Antrazit im Kampf gegen drei Bf 109 unterlag. Sie wurde im Randbezirk des Dorfes Nowokrasnowka begraben. Das sowjetische Kommando schlug nach Budanowas Tod vor, ihr den Titel Held der Sowjetunion zu verleihen, allerdings hat sie diese Auszeichnung nie erhalten.
Insgesamt hatte Budanowa 266 Luftkämpfe absolviert und erzielte 5 kollektive und 6 individuelle Abschusserfolge. Mit elf Abschüssen ist sie (nach Lidija Litwjak) die zweiterfolgreichste sowjetische Jagdfliegerin. Am 1. Oktober 1993 wurde ihr posthum der Titel Held der Russischen Föderation „für Mut und Heldentum im Großen Vaterländischen Krieg“ verliehen.
Am Gebäude einer Mittelschule im Filjowski Park ist eine Budanowa gewidmete Gedenktafel angebracht. Außerdem ist eine Straße in Kunzewo nach ihr benannt.